# Сопиште (община)
Сопиште (макед. Општина Сопиште) — община в Северной Македонии. Расположена в центральной части страны. Население составляет 5 656 человека (2002 год).
Административный центр — село Сопиште.
Площадь территории общины 222,1 км².
Этническая структура населения в общине по переписи населения 2002 года:
- македонцы — 3 404 чел. (60,2%);
- албанцы — 1 942 чел. (34,3%);
- боснийцы — 243 чел. (4,3%);
- остальные — 67 чел. (1,2%)